# Anania chekiangensis
Anania chekiangensis là một loài bướm đêm trong họ Crambidae.